# Boguszyny (przystanek kolejowy)
Boguszyny – zlikwidowany przystanek kolejowy w Boguszynach na linii kolejowej Strzelce Krajeńskie – Lubiana, w województwie zachodniopomorskim.